# Renato Clerici
Renato Clerici (Novara, 26 gennaio 1904 – Novara, 15 ottobre 1975) è stato un calciatore italiano, di ruolo difensore.

## Carriera
Debutta in massima serie con il Legnano nel campionato di Prima Categoria 1919-1920 con 5 presenze, nel campionato di Prima Categoria 1920-1921 con 10 presenze ed una rete realizzata, poi passa al Novara nel campionato di 1923-1924, disputando nel corso di tre anni in Prima Divisione 30 gare.
È sepolto nel Cimitero di Momo.